# Savio Nsereko
Pour les articles homonymes, voir Savio.
Savio Nsereko, appelé communément Savio (né le 27 juillet 1989 à Kampala en Ouganda), est un joueur de football allemand d'origine ougandaise, qui joue au poste de milieu offensif et mesure 1,76 m.

## Biographie

### Carrière en club
Né à Kampala, capitale de l'Ouganda, il passe son enfance en Allemagne, où il est repéré par des recruteurs du Munich 1860. Il rejoint Brescia à l'été 2005, à l'âge de 16 ans, âge légal fixé par la FIFA pour un transfert.
Prometteur, il est acheté en janvier 2009 par le club anglais de West Ham pour environ 9 millions de livres. Il signe un contrat de 4 ans de demi afin de pallier le vide créé par le départ de Craig Bellamy à Manchester City. Il dispute son premier match contre Hull City le 28 janvier 2009. Cependant il peine à s'imposer dans un nouveau championnat avec un style de jeu et une culture très différente.
Il est ainsi échangé pendant l'été 2010 contre Manuel da Costa et retourne en Italie à la Fiorentina. West Ham garde cependant 50 % de ses droits. N'apparaissant jamais en équipe première, il est prêté au Bologne FC de juillet à septembre 2010, avant d'être prêté à son club formateur, le TSV Munich 1860 jusqu'au 31 décembre 2010. En 2011, il est prêté du 1er janvier au 1er juin au club bulgare de Chernomorets, puis du 1er juillet au 31 décembre à la Juve Stabia, en Série B. Le 11 janvier 2012, il est prêté jusqu'à la fin de la saison au club roumain du FC Vaslui.
En octobre 2012, Nsereko est arrêté par la police thaïlandaise à Pattaya pour faux kidnapping. Il aurait tenté d'extorquer 25000€ à sa famille en leur demandant de payer une rançon pour son auto-enlèvement.

### Carrière en sélection
Savio connaît sa première cape le 7 septembre 2007 lors d'une victoire contre les Pays-Bas. Il a fait partie du groupe de l'Allemagne -19| pour l'Euro des moins de 19 ans en 2008, compétition que l'Allemagne a remporté. Il a également joué le Tournoi Espoirs des Quatre Nations avec l'Allemagne Espoirs (contre l'Italie, l'Autriche, et la Suisse).
Il est appelé en 2011 par Bobby Williamson, sélectionneur de l'Ouganda afin de disputer les qualifications pour la CAN 2012. Nsereko décline cependant l'invitation, n'ayant pas encore choisit sa nationalité sportive.

## Carrière
- 2006-2009 :  Brescia
- 2009 :  West Ham
- 2009- ... :  Fiorentina
- 2010 : (prêt) → Bologne FC
- 2010 : (prêt) → Munich 1860
- 2011 : (prêt) → Chernomorets
- 2011 : (prêt) → Juve Stabia
- 2012 : (prêt) → FC Vaslui

## Palmarès
- Allemagne
  - Vainqueur du Championnat d'Europe des moins de 19 ans en 2008.